# Harlow
|  | Aquest article tracta sobre la ciutat anglesa. Vegeu-ne altres significats a «Harlow (desambiguació)». |

Harlow és un poble del districte de Harlow, Essex, Anglaterra. Té una població de 86.119 habitants i districte de 85.995. Al Domesday Book (1086) està escrit amb la forma Herlaua.